# Convento dos Lóios (Évora)
O antigo Convento dos Lóios, também conhecido como Convento dos Lóios de Évora, Convento de São João Evangelista e Pousada dos Lóios, fica situado na freguesia de Évora (São Mamede, Sé, São Pedro e Santo Antão), em Évora.
Foi construído no século XV sobre o que restava do castelo medieval, tendo ficado bastante danificado aquando do terramoto de 1755. Nele está atualmente instalada a Pousada dos Lóios.
Encontra-se classificado como Monumento Nacional desde 1922. Em 1986, o centro histórico da cidade de Évora, incluindo este convento, é classificado como Património Mundial pela UNESCO.

## Descrição
É um conjunto de planta rectangular que se desenvolve em torno de um claustro de dois pisos, sendo o piso inferior de estilo gótico-manuelino e o superior já com características renascença. 
A igreja, de estilo manuelino, tem uma nave de cinco tramos rectangulares e é coberta por uma abóbada nervurada. As paredes estão revestidas com painéis azulejares do século XVIII. A capela-mor, de planta poligonal, é coberta por uma abóbada de complicado desenho, com ogivas entrecruzadas, e as suas paredes estão revestidas de azulejos dos séculos XVII e XVIII. 
A Casa do Capítulo, atribuída a Diogo de Arruda, é precedida por um portal mourisco do início do século XVI.
No piso térreo, o portal mainelado com arcos em ferradura, à entrada da Sala do Capítulo, é considerado um perfeito exemplar da arquitectura regional manuelino-mudéjar. Nesta porta pode-se ainda ver um medalhão alusivo à participação de D. Rodrigo de Melo na Batalha de Azamor.

## História do edifício
Em 1487 o primeiro conde de Olivença, D. Rodrigo de Melo, Governador de Tânger e guarda-mor do rei D. Afonso V, iniciou a construção deste convento sob licença de D. João II.. Onde está aqui enterrado, ao lado de sua mulher D. Brites de Menezes.
O convento foi erguido nos terrenos onde tinha existido parte do Castelo de Évora, de origem árabe, que estava totalmente destruído na sequência de um grande incêndio que o consumiu durante as lutas ocorridas durante a Crise de 1383-1385. Contíguo ao futuro convento, estava já em construção, por iniciativa do mesmo D. Rodrigo de Melo, uma igreja, sob invocação de São João Evangelista e que este destinou a panteão da família. Em 1491 com as obras do convento praticamente concluídas, deu-se a consagração da igreja.
Em 1498 realizaram-se importantes obras prolongando o edifício até ao vizinho "Colégio dos Meninos do Coro da Sé de Évora".
No século XVIII, o terramoto de 1755 viria a arruinar ainda mais o edifício já em estado de degradação, realizando-se então obras de recuperação, nomeadamente na fachada e dormitórios.
Em 1834, com a extinção das ordens religiosas masculinas, foi desactivado ficando desabitado durante longos anos, sabendo-se todavia que em 1937 foi adaptado para sede da Direcção dos Monumentos do Sul e que em 1944 sofreu obras para instalação do Arquivo Distrital de Évora.
Em 1957 iniciou-se o estudo de adaptação para Pousada, que, sob projecto do arquitecto Rui Ângelo do Couto, viria a ser inaugurada em 27 de Março de 1963.

## A Pousada
A adaptação a Pousada manteve praticamente intacta a estrutura original do edifício, contando esta com 31 quartos nos locais onde se situavam as antigas Celas dos Cónegos Regrantes, e duas suites mais amplas, possuindo uma delas, a "Suite presidencial", uma sala decorada com frescos.
No piso térreo encontra-se o antigo refeitório dos monges, utilizado como sala dos pequenos almoços ou sala de refeições no Inverno, bem como a antiga cozinha do convento, agora transformada numa das salas de estar da Pousada. A sala de refeições desenvolve-se em torno do claustro.
O acesso ao 1º andar faz-se por uma escadaria em mármore que permite aceder à "Sala do Império", antiga "Sala do D. Prior", revestida com pinturas murais de Francisco de Figueiredo e com retratos de personagens da Literatura e da História de Portugal bem como do fundador do convento.
A Pousada conta também com uma pequena piscina, bar e esplanada.

## Ligações Externas
- Website Oficial Pousada Convento de Évora
- A iconografia de São Lourenço Justiniano nos azulejos dos conventos Lóios de Évora e Arraiolos, por Celso Mangucci, 2013